# Chris Willock
Christopher Willock (31 januari 1998) is een Engels voetballer die bij voorkeur als vleugelspeler speelt. Hij stroomde in 2016 door vanuit de jeugd van Arsenal. In de zomer van 2017 verhuisde Willock naar het Portugese Benfica.

## Clubcarrière
Willock speelde in de jeugdacademie van Arsenal. Op 20 september 2016 debuteerde hij in het eerste elftal in de League Cup tegen Nottingham Forest. Hij viel na 83 minuten in voor Chuba Akpom. Arsenal won het uitduel met 0–4. Willock heeft nog een contract tot 2017.
Zijn broers Matty en Joe zijn ook actief als voetballer.

## Clubstatistieken
| Seizoen | Club         | Land     | Competitie   | Wed. | Doelp. |
| ------- | ------------ | -------- | ------------ | ---- | ------ |
| 2017/18 | SL Benfica B | Portugal | Segunda Liga | 30   | 3      |
| 2018/19 | SL Benfica B | Portugal | Segunda Liga | 13   | 3      |
| Totaal  | Totaal       | Totaal   | Totaal       | 43   | 6      |

## Interlandcarrière
Willock kwam reeds uit voor verschillende Engelse nationale jeugdelftallen. In 2015 debuteerde hij in Engeland –18, waarvoor hij vier interlands speelde.